# Cordoma
Il cordoma (sarcoma notocordale) è un raro tumore extradurale osseo che deriva da residui della notocorda dello scheletro assile.
L'insorgenza dei cordomi avviene in età adulta e costituiscono lo 0,2% dei tumori del sistema nervoso centrale e il 2-4% dei tumori ossei primitivi, con una prevalenza di 0,5 casi di tumore su un milione e un rapporto maschio/femmina di 2:1. Le principali localizzazioni sono l'osso sacro, il clivo intracranico (incavo dell'osso occipitale posto in corrispondenza della base cranica), e la colonna vertebrale. La presentazione clinica varia in base alla localizzazione del tumore. In presenza di un cordoma intracranico i sintomi che si rilevano più frequentemente sono la diplopia, la disfagia, e le cefalee. Possono esservi inoltre altri segni neurologici come la paralisi dei nervi cranici. I tumori localizzati alla colonna vertebrale possono provocare dolori alla regione colpita (collo, schiena o coccige), alle braccia e alle gambe, debolezza, intorpidimento, disturbi vescicali e intestinali. Questi tumori sono caratterizzati da crescita lenta, con distruzione locale dell'osso e propagazione ai tessuti adiacenti. I cordomi tendono a recidivare localmente con fenomeni di compressione delle strutture limitrofe, mentre sono rare  le metastasi a distanza (che si possono verificare a carico dei gangli linfatici, dei polmoni, e delle ossa).

## Diagnosi e trattamento
La diagnosi si basa sulla diagnostica per immagini. La presa in carico del paziente compete ad una équipe di esperti in neurochirurgia e radio-oncologia. La chirurgia è generalmente il trattamento di prima scelta ma, anche quando gli interventi sono ripetuti, spesso la rimozione del tumore è incompleta. Alla chirurgia viene di frequente associata la radioterapia. Per controllare localmente il tumore vengono spesso utilizzate le radiazioni ad alta energia (ad esempio i fasci protonici).

## Prognosi
La prognosi dipende sempre dall'estensione del tumore e dalla completezza della sua escissione. Alla luce delle alte probabilità di recidiva che questo tipo di cancro ha, si rende necessario effettuare una serie di controlli a lungo termine (Follow-up).